# NVIDIA
NVIDIA je ameriško podjetje, ustanovljeno leta 1993 v Santa Clari v Kaliforniji. Podjetje izdeluje polprevodnike, predvsem za grafične kartice in matične plošče za vgradnjo v osebne računalnike in strežniške sisteme. Ostra konkurenca Nvidiji je podjetje AMD. Podjetje izdeluje grafične kartice z naborom čipov lastne blagovne znamke GeForce, medtem ko je blagovna znamka nForce rezervirana za njihove osnovne plošče za računalnike.

## Zgodovina podjetja
Podjetje je bilo ustanovljeno leta 1993, njeni so-ustanovitelji so Jen-Hsun Huang, direktor in CEO, Curtis Priem in Chris Malachowsky. Jen-Hsun Hua je bil pred tem oblikovalec in svetovalec pri podjetju Advanced Micro Devices (AMD), zato so grafične kartice Nvidia sprva veliko bolje delovale v računalnikih z AMD-jevimi procesorji. nVidia proizvaja tudi grafične kartice za računalnike družbe Apple, inc. Njihove grafiče kartice zasledimo tudi v igralnih konzolah Xbox (233 MHz nVidia NV2A) in v novejših različicah PlayStation 4 (NVIDIA-SCEI »RSX«).